# Pretty Polly (cheval)
Pretty Polly (1901-1931) est un cheval de course pur sang anglais. Elle fut l'une des plus grandes championnes de l'histoire des courses hippiques avant de tracer au haras.

## Carrière de courses
Élevée en Irlande mais entraînée en Angleterre par Peter Gilpin, le futur entraîneur de Comrade, le lauréat de la première édition du Prix de l'Arc de Triomphe en 1920, Pretty Polly s'avéra d'emblée une pouliche exceptionnelle. Sans rivale à 2 ans, elle remporte chacune de ses neuf courses, dont les Cheveley Park Stakes et le Middle Park Plate, à deux jours d'intervalle – un exploit d'un autre âge. À 3 ans, elle devient classique en s'adjugeant par trois longueurs les 1000 Guinées de Newmarket dans un temps record. En gagnant les Oaks d'Epsom (à la cote la plus basse jamais enregistrée dans cette course) et le St. Leger de Doncaster, elle parvint à boucler la Triple Couronne des pouliches, devenant la sixième femelle de l'histoire à accomplir pareil exploit de l'institution de ces courses en 1814, après Formosa, Hannah, Apology, La Flèche et Sceptre deux ans plus tôt, et avant Sun Chariot, Meld et Oh So Sharp, les trois seules à l'imiter par la suite. 
Pretty Polly gagna 15 courses d'affilée, dont les Coronation Stakes au meeting de Royal Ascot et les Nassau Stakes. Restée à l'entraînement à 4 et 5 ans, elle remporta également deux éditions de la Coronation Cup ainsi que les Champion Stakes. À l'époque, le label des courses de groupe n'existait pas (il fut mis en place en 1971), mais si on l'appliquait à son palmarès, cela signifierait qu'elle a remporté quelque dix groupe 1. Les deux seules défaites de sa carrière eurent lieu à Paris, où elle vint disputer le 9 octobre 1904 le Prix du Conseil Municipal après un voyage rocambolesque qui la fit arriver à destination 48 heures avant la course, et dans l'Ascot Gold Cup de 1906, où elle termina deuxième.  

### Résumé de carrière
| Date        | Hippodrome   | Pays        | Course                           | Distance    | Jockey      | Place       | Écart       | Vainqueur ou deuxième |
| 1903, 2 ans | 1903, 2 ans  | 1903, 2 ans | 1903, 2 ans                      | 1903, 2 ans | 1903, 2 ans | 1903, 2 ans | 1903, 2 ans | 1903, 2 ans           |
| ----------- | ------------ | ----------- | -------------------------------- | ----------- | ----------- | ----------- | ----------- | --------------------- |
| 27 juin     | Sandown Park | Royaume-Uni | Dominion 2yo Plate               | 1 000 m     | J. Trig     | 1er / 10    | 10          | Vergia                |
| Juillet     | Sandown Park | Royaume-Uni | National Breeders Produce Stakes | 1 000 m     | W. Hasley   | 1er / 11    | 2           | Boblisnki             |
| Juillet     | Liverpool    | Royaume-Uni | Mercy Stakes                     | 1 100 m     | W. Hasley   | 1er / 2     | 1 ½         | Navale                |
| Septembre   | Doncaster    | Royaume-Uni | Champagne Stakes                 | 1 100 m     | W. Lane     | 1er / 5     | 1 ½         | Lancashire            |
| Septembre   | Manchester   | Royaume-Uni | Autumn Breeders Fall Plate       | 1 000 m     | W. Lane     | 1er / 2     | 3/4         | Don Paes              |
| 14 octobre  | Newmarket    | Royaume-Uni | Cheveley Park Stakes             | 1 200 m     | W. Lane     | 1er / 7     | 3/4         | Vergia                |
| 16 octobre  | Newmarket    | Royaume-Uni | Middle Park Plate                | 1 200 m     | W. Lane     | 1er / 7     | 3           | St. Amant             |
| 27 octobre  | Newmarket    | Royaume-Uni | Criterion Stakes                 | 1 200 m     | W. Lane     | 1er / 2     | 1 ½         | Hands Down            |
| 28 octobre  | Newmarket    | Royaume-Uni | Murton Stakes                    | 1 000 m     | W. Lane     | 1er / 4     | 2           | Bitters               |
| 1904, 3 ans |              |             |                                  |             |             |             |             |                       |
| 29 avril    | Newmarket    | Royaume-Uni | 1000 Guineas                     | 1 600 m     | W. Lane     | 1er / 7     | 3           | Leucadia              |
| Mai         | Epsom        | Royaume-Uni | Oaks                             | 2 400 m     | W. Lane     | 1er / 4     | 3           | Bitters               |
| Juin        | Ascot        | Royaume-Uni | Coronation Stakes                | 1 600 m     | W. Lane     | 1er / 8     | 3           | Montem                |
| Juin        | Goodwood     | Royaume-Uni | Nassau Stakes                    | 2 400 m     | W. Lane     | 1er / 3     | 5           | King's Favor          |
| 7 septembre | Doncaster    | Royaume-Uni | St. Leger                        | 2 900 m     | W. Lane     | 1er / 6     | 3           | Henry The First       |
| 9 septembre | Doncaster    | Royaume-Uni | Park Hill Stakes                 | 2 900 m     | W. Lane     | 1er / 5     | 3           | Bitters               |
| Octobre     | Newmarket    | Royaume-Uni | Free Handicap                    | 2 000 m     | D. Maher    | 1er / 4     | 2           | Rydal Head            |
| 9 octobre   | Longchamp    | France      | Prix du Conseil Municipal        | 2 400 m     | D. Maher    | 2e / 8      | 2           | Presto                |
| 1905, 4 ans |              |             |                                  |             |             |             |             |                       |
| Juin        | Epsom        | Royaume-Uni | Coronation Cup                   | 2 400 m     | O. Madden   | 1er / 3     | 3           | Zinfandel             |
| Octobre     | Newmarket    | Royaume-Uni | Champion Stakes                  | 2 000 m     | D. Maher    | 1er / 2     | 2           | Hackler's Pride       |
| Octobre     | Newmarket    | Royaume-Uni | Lime Kiln Stakes                 | 2 000 m     | B. Dillon   | 1er / 2     | 1           |                       |
| 2 novembre  | Newmarket    | Royaume-Uni | Jockey Club Cup                  | 3 800 m     | B. Dillon   | 1er / 4     | 1/2         | Bachelor's Button     |
| 1906, 5 ans |              |             |                                  |             |             |             |             |                       |
| Mai         | Newmarket    | Royaume-Uni | March Stakes                     | 2 000 m     | B. Dillon   | 1er / 4     | 2           | Mondamine             |
| Juin        | Epsom        | Royaume-Uni | Coronation Cup                   | 2 400 m     | B. Dillon   | 1er / 3     | 4 ½         | Achilles              |
| Juin        | Ascot        | Royaume-Uni | Gold Cup                         | 4 000 m     | B. Dillon   | 2e / 5      | 1           | Bachelor's Button     |

## Au haras

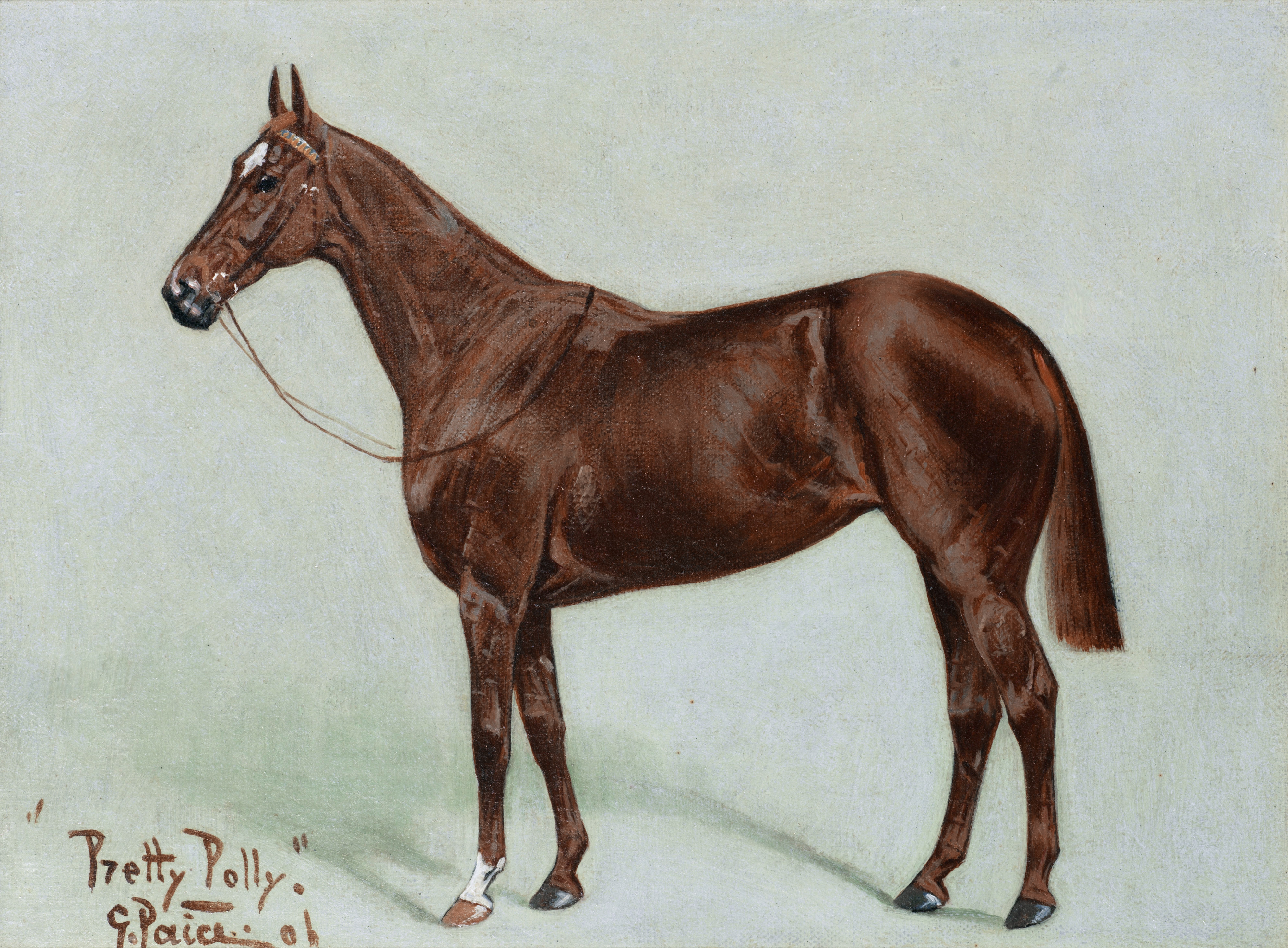
Pretty Polly par George Paice, 1906

Pretty Polly retourna en Irlande, là où elle avait vu le jour, au haras Eyrefield Lodge Stud, pour y devenir poulinière. Ses dix fils et filles ne brillèrent pas particulièrement en compétition, mais ses quatre filles ont très bien produit à leur tour, et la descendance matrilinéaire de Pretty Polly a marqué le stud. Ainsi est-elle la quatrième mère du bon étalon Donatello II, la cinquième mère du grand crack Brigadier Gerard, la sixième mère du Derby winner St. Paddy et de Carroll House, lauréat du Prix de l'Arc de Triomphe 1989, la huitième mère des championnes Flying Water, Marwell et Marling ou encore l'aïeul du champion argentin Invasor.
Pretty Polly s'est éteinte en 1931, à 30 ans. Plusieurs courses lui rendent hommage, à commencer par les Pretty Polly Stakes, un groupe 1 irlandais. 

## Origines
Pretty Polly est une fille de Gallinule, un cheval réputé magnifique mais sujet aux problèmes de santé, notamment de saignements, qui contrarièrent sa carrière. Il se révéla pourtant un bon reproducteur, deux fois champion sire en Angleterre et en Irlande, et pas seulement grâce à Pretty Polly puisqu'il a donné plusieurs lauréats de classiques. Sa mère, Admiration, possédait un pedigree guère encourageant et fut pourtant achetée par le Major Loder pour 500 Guinées, une somme assez conséquente. Elle ne lui rendit pas en piste, se signalant seulement au niveau des handicaps avant de se produire dans les courses d'obstacles. Mais elle le lui rendit largement au haras, et pas seulement via Pretty Polly, puisque ses filles ont bien produit, l'une d'elles donnant le Derby winner King John, une autre Craganour, l'un des meilleurs chevaux de sa génération devenu étalon de tête en Argentiine. On retrouve également le nom d'Admiration dans les pedigrees de Tehran (deuxième de la Gold Cup et champion sire en 1952) ou Cresta Run (1000 Guinées). 

### Pedigree
| Origines de Pretty Polly (IRE), jument alezane née en 1901 | Origines de Pretty Polly (IRE), jument alezane née en 1901 | Origines de Pretty Polly (IRE), jument alezane née en 1901 | Origines de Pretty Polly (IRE), jument alezane née en 1901 |
| ---------------------------------------------------------- | ---------------------------------------------------------- | ---------------------------------------------------------- | ---------------------------------------------------------- |
| Père Gallinule 1884                                        | Isonomy 1875                                               | Sterling                                                   | Oxford                                                     |
| Père Gallinule 1884                                        | Isonomy 1875                                               | Sterling                                                   | Whisper                                                    |
| Père Gallinule 1884                                        | Isonomy 1875                                               | Isola Bella                                                | Stockwell                                                  |
| Père Gallinule 1884                                        | Isonomy 1875                                               | Isola Bella                                                | Isoline                                                    |
| Père Gallinule 1884                                        | Moorhen 1873                                               | Hermit                                                     | Newminster                                                 |
| Père Gallinule 1884                                        | Moorhen 1873                                               | Hermit                                                     | Seclusion                                                  |
| Père Gallinule 1884                                        | Moorhen 1873                                               | ?                                                          | Skirmisher                                                 |
| Père Gallinule 1884                                        | Moorhen 1873                                               | ?                                                          | Vertumna                                                   |
| Mère Admiration 1892                                       | Saraband 1883                                              | Muncaster                                                  | Doncaster                                                  |
| Mère Admiration 1892                                       | Saraband 1883                                              | Muncaster                                                  | Windermere                                                 |
| Mère Admiration 1892                                       | Saraband 1883                                              | Highland Fling                                             | Scottish Chief                                             |
| Mère Admiration 1892                                       | Saraband 1883                                              | Highland Fling                                             | Masquerade                                                 |
| Mère Admiration 1892                                       | Gaze 1886                                                  | Thuringian Prince                                          | Thormanby                                                  |
| Mère Admiration 1892                                       | Gaze 1886                                                  | Thuringian Prince                                          | Eastern Princess                                           |
| Mère Admiration 1892                                       | Gaze 1886                                                  | Eye-Pleaser                                                | Brown Bread                                                |
| Mère Admiration 1892                                       | Gaze 1886                                                  | Eye-Pleaser                                                | Wallflower (famille 14-c)                                  |